# Château de Gondin
Le Château de Gondin est un château français situé à Saint-Jean-sur-Mayenne, dans le département de la Mayenne et la région des Pays de la Loire. Il est situé  à 4 kilomètres au Nord-Est du bourg. La ferme et le logis se nommaient encore au XIXe siècle la Branlardière.

## Désignation
- Bois de Gondain (Hubert Jaillot).
- La Branlardière (Carte de Cassini).

## Histoire
Il s'agit d'un château du XIXe siècle, en proximité du bois portant son nom.

## Bois
Les bois avaient 300 journaux en 1671, s'étendaient en Saint-Jean-sur-Mayenne, Montflours et Sacé et appartenaient d'ancienneté au seigneur de la Troussière, qui y avait garenne et droit de chasse à toutes sortes de bêtes sauvages. Louis de Beaumanoir en afferme l'exploitation pour 9 ans en 1666 pour 250 ₶ par an. Un incendie violent s'y déclara au commencement de l'année 1731.

## Sources et bibliographie
- « Château de Gondin », dans Alphonse-Victor Angot et Ferdinand Gaugain, Dictionnaire historique, topographique et biographique de la Mayenne, Laval, A. Goupil, 1900-1910 [détail des éditions] (BNF 34106789, présentation en ligne)